# リフォーム
リフォームとは、居住の改築や改装のことで、特に内外装の改装を指す和製英語。
英語の reform は「改心する、改正する」もしくは広く「作り直す」の意であり、日本語の「住宅リフォーム」に相当する語は renovation（リノベーション）、refurbish (リファービッシュ)である。また、建築業者の中には「リフォーム」ではなく、「家を作り直す」との意を込めて「リホーム」 (rehome) としているところもある（これも和製英語）。

## 概要
住宅リフォームの主なものとしては
- 壁紙・床の張替え
- 雨漏りなどの修繕
- 外壁・屋根の塗り替え
- 住宅設備（キッチン、浴室などの水周り主体）の取り替え、補修
- 今の住宅の床面積を増やす（増築）
- 今の住宅の床面積を増やさずに中の間取りを変える（改築）
- 省エネルギー性能の強化（エコガラス（省エネ複層ガラス）、サッシなど）
- 耐震性の強化（補強工事など）
- 手すりや階段昇降機の設置などのバリアフリー対応化
- オール電化

などが挙げられる。
一般的には、近在の工務店を中心にした業者に見積もりや工事を依頼する。基本的に一品対応になるため部材の価格は比較的高めになる。また、現物合わせの作業を精度良く行うために熟練作業が必要となり、小規模な改装であっても高くつくことも多い。
例えばユニットバス取り付け工事では、ユニットバス自体は工業量産品のため価格は明瞭であるが、現物合わせで取り付ける作業に手間を要し作業費がかさむこともある。そのため、施主が材料を安価で調達し、工事会社へ支給する「施主支給」というシステムを利用し施工するケースも増えてきている。
なお、住宅リフォームを行う場合、築年数やリフォーム業者、リフォーム内容など、条件によっては自治体から補助金が支給される場合がある。

## トラブル事例
一般にリフォームには結構なお金が掛かることから、悪徳商法や詐欺に狙われることがある。悪徳商法としては悪質リフォームと呼ばれ、詐欺としてはリフォーム詐欺と呼ばれるが、リフォームに関わる犯罪行為を一まとめに「悪質リフォーム詐欺」ということもある。

### 悪質リフォーム
契約金額が500万円未満の場合は建設業許可なしで出来る上、建築構造を考える必要はないので素人でも出来る。そのため、とりわけ訪問販売で高齢者や知的障害者を相手に、強引に高額・不必要な契約を行い、契約後も粗雑工事により客を騙す、自宅を競売にかけられるなどの悪徳業者が存在する。予防には契約の取り消しが可能になる成年後見制度が利用できる。
また、訪問販売の一種である場合、業者より書面を受領した日から起算して8日以内であれば、工事が開始あるいは完了していても原則的にクーリングオフ可能で、無償で現状復帰させることも可能である。
なお、国民生活センターから、消費者へのアドバイスとして訪問販売によるリフォーム工事はできるだけ契約しない事という発表が2002年8月21日付けで行われている。

### リフォーム詐欺
リフォーム工事をする意思も能力もないのに、被害者に対し虚偽の事実を申し向け、材料費名目で現金を騙し取る事案も発生している。この種の事案では、実際にリフォーム工事に入らないので、前金詐取と言える。

## 住宅リフォーム推進協議会
関連団体として、住宅リフォームを取り巻く環境を整備し、消費者・リフォーム事業者双方にとって有益かつ健全なリフォーム市場の形成を目的に、一般社団法人 住宅リフォーム推進協議会があり、さらに各都道府県にも住宅リフォーム推進協議会がある。

### 正会員一覧
- 財団法人愛知県建築住宅センター
- 財団法人石川県建築住宅総合センター
- 財団法人岩手県建築住宅センター
- 社団法人インテリア産業協会
- 大阪ガス株式会社
- 財団法人大阪住宅センター
- 押出発泡ポリスチレン工業会
- 社団法人カーテンウォール・防火開口部協会
- 財団法人鹿児島県住宅・建築総合センター
- 関西電力株式会社
- 北九州市住宅リフォーム促進協議会
- キッチン・バス工業会
- 財団法人熊本県建築住宅センター
- 財団法人経済調査会
- 財団法人建材試験センター
- 財団法人建設物価調査会
- 財団法人建築環境・省エネルギー機構
- 社団法人建築業協会
- 社団法人マンション管理業協会
- 財団法人高齢者住宅財団
- 財団法人静岡県建築住宅まちづくりセンター
- 財団法人住宅管理協会
- 財団法人住宅金融普及協会
- 財団法人住宅産業研修財団
- 財団法人住宅生産振興財団
- 社団法人住宅生産団体連合会
- 財団法人住宅保証機構
- 財団法人住宅リフォーム・紛争処理支援センター
- 財団法人住まいづくりナビセンター
- 社団法人石膏ボード工業会
- 全国管工事業協同組合連合会
- 社団法人全国建設室内工事業協会
- 全国建設労働組合総連合
- 社団法人全国住宅建設産業協会連合会
- 社団法人全国宅地建物取引業協会連合会
- 社団法人全国防水工事業協会
- 社団法人全国木材組合連合会
- 社団法人全日本瓦工事業連盟
- 社団法人全日本不動産協会
- 東京ガス株式会社
- 財団法人東京都防災・建築まちづくりセンター
- 財団法人長崎県住宅・建築総合センター
- 財団法人新潟県建築住宅センター
- 有限責任中間法人日本インテリアプランナー協会
- 財団法人日本ガス機器検査協会
- 社団法人日本空調衛生工事業協会
- 社団法人日本建材・住宅設備産業協会
- 社団法人日本建築士会連合会
- 社団法人日本建築士事務所協会連合会
- 財団法人日本建築センター
- 財団法人日本建築総合試験所
- 財団法人日本建築防災協会
- 社団法人日本左官業組合連合会
- 日本室内装飾事業協同組合連合会
- 社団法人日本住宅協会
- 財団法人日本住宅・木材技術センター
- 社団法人日本しろあり対策協会
- 一般社団法人日本増改築産業協会
- 社団法人日本ツーバイフォー建築協会
- 社団法人日本塗装工業会
- 社団法人日本木造住宅産業協会
- 日本木造住宅耐震補強事業者協同組合
- 日本窯業外装材協会
- 財団法人兵庫県住宅建築総合センター
- 財団法人福岡県建築住宅センター
- 社団法人不動産協会
- 社団法人プレハブ建築協会
- 財団法人ベターリビング
- 財団法人マンション管理センター
- 一般社団法人マンション計画修繕施工協会
- 一般社団法人マンションリフォーム推進協議会
- 一般社団法人リノベーション協議会
- 社団法人リビングアメニティ協会
- 公益社団法人ロングライフビル推進協会

### 特別会員
- 都道府県と政令指定都市
- 各都道府県と政令市の住宅供給公社
  - 宮城県住宅供給公社
  - 山形県住宅供給公社
  - 茨城県住宅供給公社
  - 栃木県住宅供給公社
  - 群馬県住宅供給公社
  - 千葉県住宅供給公社
  - 神奈川県住宅供給公社
  - 新潟県住宅供給公社
  - 福井県住宅供給公社
  - 山梨県住宅供給公社
  - 長野県住宅供給公社
  - 岐阜県住宅供給公社
  - 静岡県住宅供給公社
  - 愛知県住宅供給公社
  - 滋賀県住宅供給公社
  - 京都府住宅供給公社
  - 大阪府住宅供給公社
  - 兵庫県住宅供給公社
  - 奈良県住宅供給公社
  - 鳥取県住宅供給公社
  - 島根県住宅供給公社
  - 広島県住宅供給公社
  - 山口県住宅供給公社
  - 徳島県住宅供給公社
  - 高知県住宅供給公社
  - 福岡県住宅供給公社
  - 熊本県住宅供給公社
  - 大分県住宅供給公社
  - 宮崎県住宅供給公社
  - 鹿児島県住宅供給公社
  - 沖縄県住宅供給公社
  - 横浜市住宅供給公社
  - 川崎市住宅供給公社
  - 名古屋市住宅供給公社
  - 京都市住宅供給公社
  - 大阪市住宅供給公社
  - 神戸市住宅供給公社
  - 北九州市住宅供給公社
  - 福岡市住宅供給公社
- 独立行政法人住宅金融支援機構
- 独立行政法人都市再生機構
- 全国地域婦人団体連絡協議会
- 主婦連合会